# آب‌های آزاد ۲
آب‌های آزاد ۲: سرگردان (به انگلیسی: Open Water 2: Adrift) یک فیلم دلهره‌آور و وحشت روان‌شناختی آلمانی به زبان انگلیسی که در سال ۲۰۰۶ منتشر شد. به کارگردانی هانس هورن با بازی اریک دین، سوزان می پرت، ریچارد اسپیت جونیور، نیکلاوس لانگ، آلی هیلیس و کامرون ریچاردسون. این فیلم از داستان کوتاهی اثر کوجی سوزوکی نویسنده ژاپنی الهام گرفته شده‌است که عنوان اصلی خود را از آن گرفته‌است، اما پوسترهای تبلیغاتی ادعا می‌کردند که فیلم بر اساس رویدادهای واقعی می‌باشد.
این فیلم هیچ ارتباطی با آب‌های آزاد (۲۰۰۳) ندارد، نام آن به آب‌های آزاد ۲: سرگردان در برخی کشورها تغییر یافت تا از موفقیت فیلم قبلی استفاده شود. در سال ۲۰۱۷، لاینزگیت فیلم مستقل غواصی با قفس، محصول سینمای استرالیا، یک فیلم حمله کوسه‌ها را خریداری کرد و آن را با عنوان آب‌های آزاد ۳: غواصی با قفس منتشر کرد. این فیلم فقط در عناصر موضوعی دنباله‌ای است و هیچ شخصیت یا تداومی با دو قسمت قبلی ندارد.

## داستان
«امی» به همراه شوهرش و نوزادشان سارا برای گرفتن جشن تولد سی سالگی دوستشان «زک»، به همراهی دیگر دوستان با قایقی عازم مکزیک می‌شوند. و …

## بازخوردها

### پاسخ انتقادی
این فیلم نقدهای متفاوتی از منتقدان دریافت کرد. در جمع‌آوری نقد راتن تومیتوز، این فیلم بر اساس ۱۱ نقد، ۴۵٪ تأیید شده‌است، با میانگین امتیاز ۴٫۳ از ۱۰ است.

### گیشه
در بریتانیا، این فیلم در ۳۲۷ سینما اکران شد و ۳۳۷٫۴۷۴ پوند فروش کرد که میانگین آن ۱٫۰۳۳ پوند در هر سینما بود. ۱۲۳ سینما فیلم را برای آخر هفته دوم کنار گذاشتند و فروش بلیت آن ۷۵ درصد کاهش یافت و به ۸۵٫۵۴۱ پوند رسید که میانگین آن ۴۱۹ پوند بود. در آخر هفته سوم، پس از افت ۱۸۳ سینمای دیگر، فروش فیلم ۹۰ درصد کاهش یافت و به ۸٫۸۹۶ پوند رسید. آخر هفته چهارم ۶۴ درصد کاهش بیشتر به همراه داشت و فیلم ۱۳ سالن سینما را از دست داد، در حالی که ۳٫۱۹۸ پوند فروش داشت.